# Tărnene, Plevna
Tărnene (în bulgară Търнене) este un sat în comuna Plevna, regiunea Plevna,  Bulgaria. 

## Demografie
Componența etnică a satului Tărnene
     Turci (1,53%)
     Bulgari (52,53%)
     Romi (45,33%)
     Nicio identificare (0,59%)
La recensământul din 2011, populația satului Tărnene era de 847 locuitori. Din punct de vedere etnic, majoritatea locuitorilor (52,53%) erau bulgari, existând și minorități de romi (45,33%) și turci (1,53%). Pentru 0,59% din locuitori nu este cunoscută apartenența etnică.